# Corá
O corá (em inglês e francês kora) é uma harpa-alaúde de 21-cordas amplamente utilizado por povos na África ocidental.

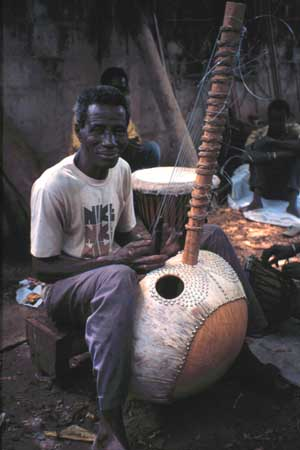
O fabricante de corás Alieu Suso da Gâmbia.

## Músicos
- Toumani Diabaté
- Ballake Sissoko
- Foday Musa Suso
- Seckou Keita
- Toubab Krewe
- Alhaji Bai Konte e filhos Dembo e Sherrifo
- Sona Jobarteh